# فنسنت وين
فنسنت وين (26 يوليو 1966 في المملكة المتحدة - )  (بالإنجليزية: Vincent Winn)‏ هو لاعب كريكت بريطاني.